# Tulum
Pour les articles homonymes, voir Tulum (homonymie).

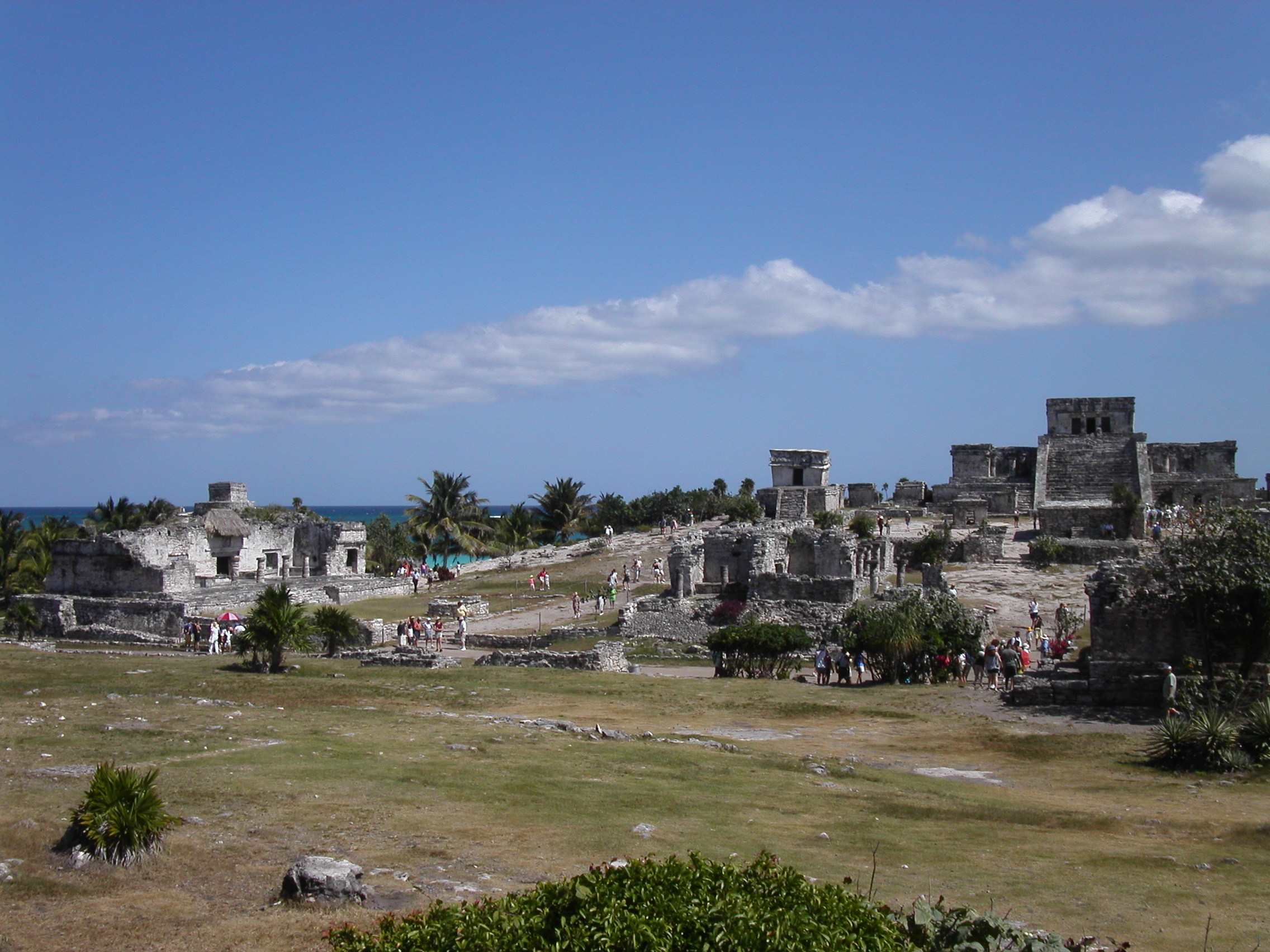
Vue d'ensemble des ruines

Tulum (prononcé en espagnol : [tuˈlum]; en maya yucatèque : Tulu'um) est un site archéologique d’une ancienne cité maya, également appelé Zama. Il se situe dans la péninsule du Yucatán, dans le sud-est du Mexique (État du Quintana Roo), dans une région appelée la Riviera Maya, le long de la mer des Caraïbes. Le site fait partie depuis 1981 du parc national Tulum.

## Contexte historique du site
La cité côtière de Tulum était une forteresse de commerçants alliés à la cité de Mayapan.
La fondation de la cité semble remonter à 564 comme l’indiquent certaines inscriptions. La cité maya de Cobá, dont l’apogée se situe vers 650, utilisait le site de Tulum comme un important port de pêche et peut-être aussi de commerce pour les échanges vers d’autres cités de la région. Des artefacts en silex, des poteries de la péninsule du Yucatan, des objets en obsidienne ou en jade du Guatemala et des grelots et anneaux en cuivre du plateau central mexicain, démontrent l’importance de ces échanges. La structure 59 montre également l’empreinte du style de l'époque classique maya.
Mais la majeure partie des vestiges dateⁿ de la période postclassique tardive, c'est-à-dire après 1200. Certaines fresques découvertes à l'intérieur des bâtiments laissent suggérer une influence mixtèque.
De récentes analyses tendent à démontrer que Tulum eut un rôle majeur du XIIIe au XIVe siècle. L’archéologue Ernesto Vargas a montré[réf. nécessaire] que la cité se trouvait stratégiquement placée entre les provinces (kuchkabaloob) de Cochuah et Cozumel, ce qui, si on ajoute son édification sur le point le plus élevé de la Côte et son système de murailles défensives, l’ont placé dans un lieu inévitable pour n’importe quelle route commerciale et pour l’exploitation des importantes ressources maritimes de la région.
Comme le montrent les fresques peintes et certains bas-reliefs, Tulum semble avoir été un site majeur dédié au culte du Dieu Plongeur.
À partir de 1250 (époque postclassique tardive), Tulum va occuper un statut civique, administratif, religieux et résidentiel, qui convertit la cité en un point stratégique du commerce péninsulaire jusqu'à la conquête espagnole.
La cité était encore habitée par les populations mayas lors de l'arrivée des conquistadors espagnols mais elle fut abandonnée au cours du XVIe siècle. Jusqu'au début du XXe siècle, certains villageois des environs avaient l'habitude d'apporter des offrandes à Tulum mais les visites continues des touristes provoquèrent la fin de cette pratique.

## Histoire du site

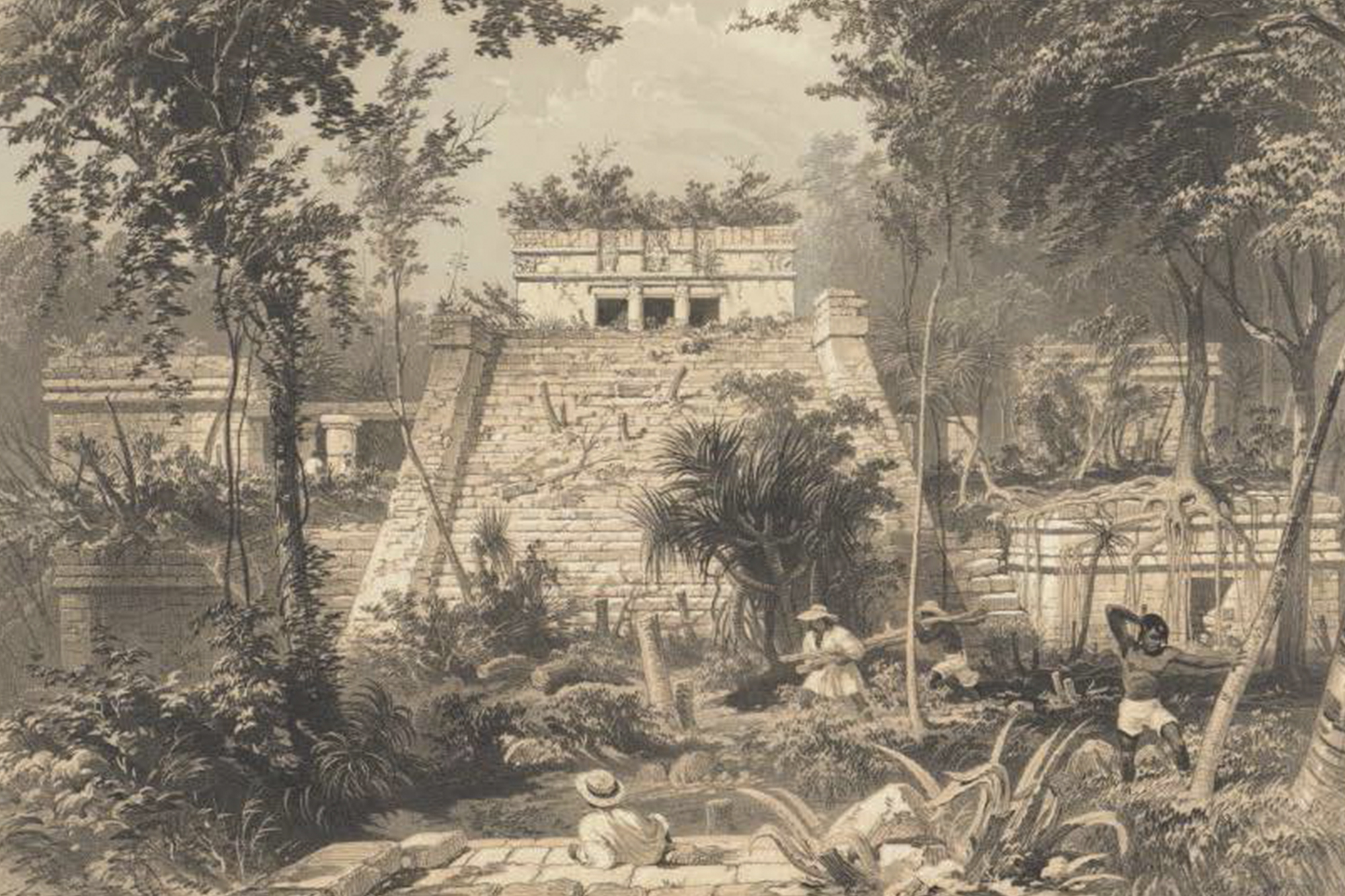
Temple principal Le Castillo à Tulum (Catherwood, 1844)

Cette cité maya a été identifiée comme ayant eu pour nom originel Zamá, ce qui signifie « demain ». L'archéologue Samuel Kirkland Lothrop l'a surnommée en 1922 « la cité de l'aube ». Le nom viendrait du fait que la cité était à la fois associée à l'est qui, dans la symbolique maya, représente la renaissance et le solstice d'hiver. Tulum est aussi un mot maya signifiant barrière ou clôture, ce qui se comprend aisément puisque la cité est entourée d’épaisses murailles protectrices.

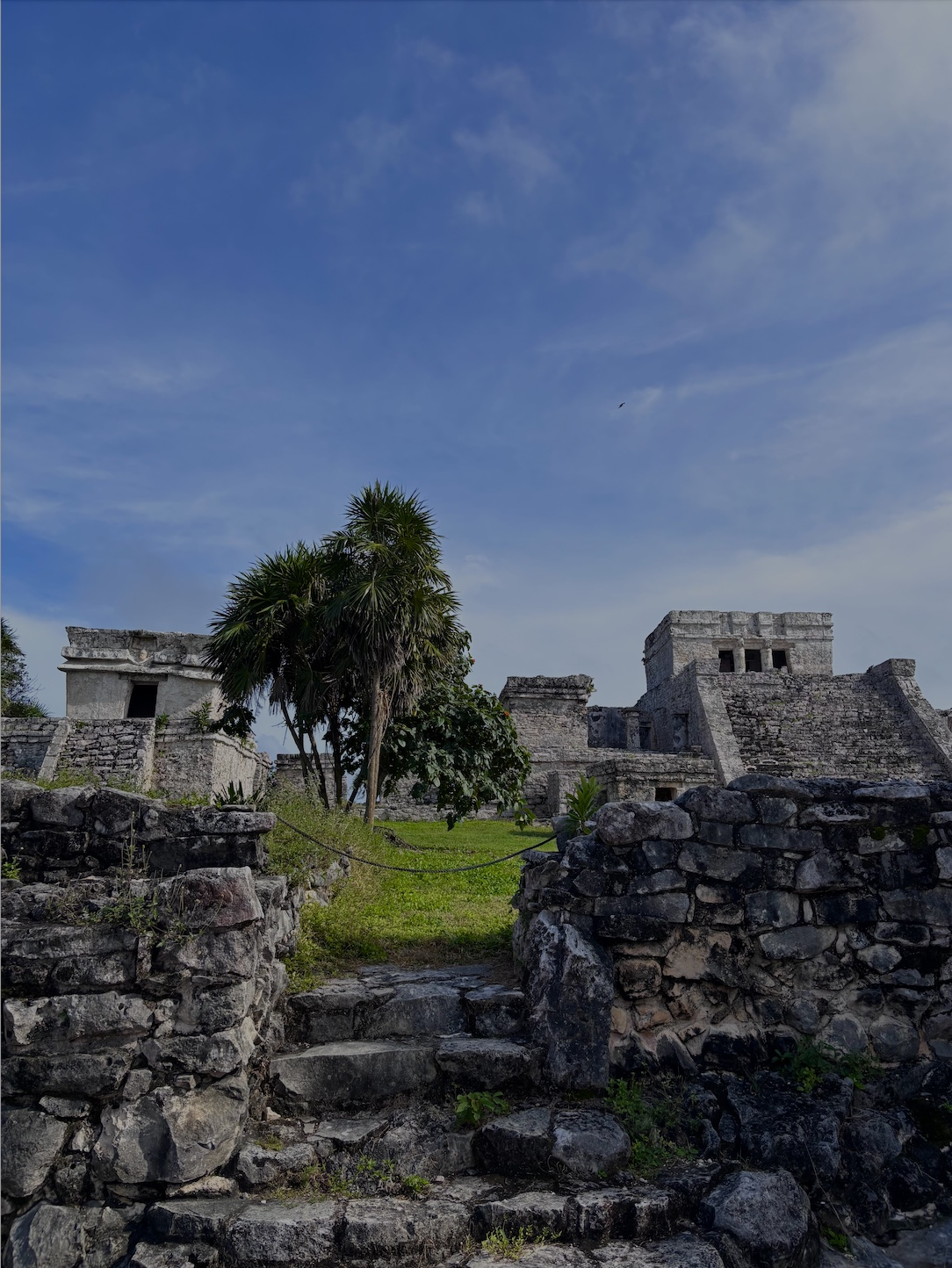

Le premier à identifier la cité fut Juan Diaz, en 1518, qui appartenait à l’expédition de Juan de Grijalva. Il la décrivit comme une cité riche et magnifique à l’image de Séville en Espagne. À la fin du XVIe siècle, les références coloniales sur Tulum se perdirent et le site tomba dans l'abandon. Mais en 1841, les célèbres explorateurs John Lloyd Stephens et Frederick Catherwood la redécouvrirent et publièrent en 1843 leurs récits « Incidents of Travel in Yucatan », récits et illustrations de la cité ensevelie sous la jungle qui suscitèrent l'intérêt d'explorateurs et d'archéologues de différents pays. En 1844, Catherwood publie « Views of Ancient Monuments Central America, Chiapas and Yucatan », qui contient des lithographies de Tulum dessinées dans les ruines en 1841 à l'aide d'une camera lucida.
John Berhisel, un Mormon, lut le livre de Stephens et identifia Tulum comme la ville de la Désolation de la pensée mormone. Plusieurs expéditions mormones eurent lieu lors du siècle suivant afin de trouver cette ville.
Le 15 octobre 1850 a commencé le Culto de la Cruz Parlante, culte de la croix parlante, lorsque José Maria Barrera, aidé du ventriloque maya Felipe Carrillo Puerto, a fait parler une croix en bois afin de galvaniser les rebelles mayas contre l'occupant espagnol. À Tulum, la prêtresse de ce culte était Maria Uicab. En 1870, Uicab parvient à transformer Tulum en centre d'opération du culte, supplantant ainsi Chan Santa Cruz. Lorsqu'un missionnaire espagnol arrive à Tulum pour la contrôler, elle ordonne sa mort, que sa chair soit retirée de ses os et qu'ils soient coulés dans le ciment. Ric Hajovsky affirme avoir vu ces os lors des fouilles réalisées dans les années 1970, squelette qui a depuis été retiré.
En 1974 et 1975, le Centre Régional du sud-est de l'Institut National d'Anthropologie et d'Histoire (INAH) a commissionné un groupe d'archéologues et de restaurateurs afin d'effectuer des travaux spécialisés dans le périmètre de la muraille et dans les zones environnantes : levée topographique et consolidations.
De nos jours, des milliers de touristes viennent quotidiennement visiter les ruines dans le cadre d’excursions organisées par les hôtels et voyagistes de la région. Tulum est le 3e site archéologique du Mexique en nombre de visites après Teotihuacan et Chichen Itza et juste devant Monte Albán[réf. souhaitée].

## Visite du site

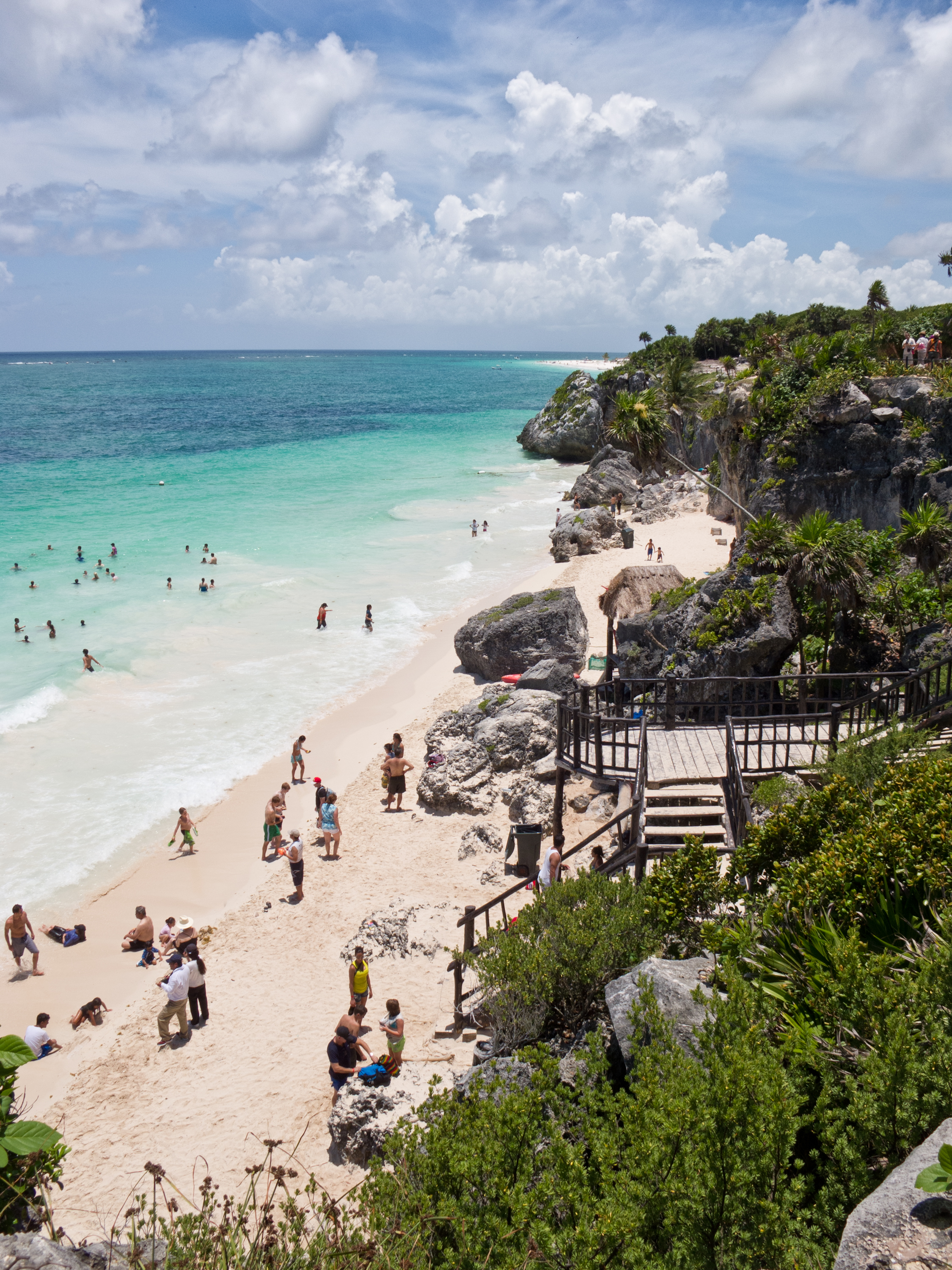
Plage du site archéologique.

Le site de Tulum paraît modeste et peu étendu (6 km le long de la côte), surtout si on le compare avec ceux de Cobá ou de Chichen Itza, mais il est édifié dans un site naturel exceptionnel, en bordure de la mer des Caraïbes mexicaine aux couleurs turquoise et sur un promontoire rocheux qui met les bâtiments particulièrement en valeur. La plupart des monuments avaient des fonctions cérémonielles. Des traces de peinture de couleur rouge peuvent être observées sur certains édifices. Cela suggère qu’ils étaient peints durant la période maya[réf. souhaitée].
Les traits distinctifs de Tulum sont les deux murailles, extérieure et intérieure. La muraille externe encercle trois côtés du secteur principal de l'antique cité. Elle comprend un espace rectangulaire d'environ 380 mètres, du nord au sud« , et » de 170 mètres d'est en ouest. Cette zone comprend la majeure partie de l'architecture monumentale : temples, autels, tombes et édifices d'une hiérarchie qui contrôlait la société. Le reste de la société vivait en dehors de l'enceinte, dans une zone qui s'étendait sur 5 km au nord et au sud du site, le long de la côte.
Le groupe de constructions du centre de Tulum ou Enceinte Intérieure est conformé par la Muraille Intérieure dont les dimensions forment un rectangle d'environ 30 mètres sur 50. Les principaux édifices de ce secteur sont regroupés autour du patio délimité par la muraille.

### La Grande Muraille
Elle a environ six mètres d'épaisseur et quatre de hauteur. La muraille est composée d'une plate-forme et d'un parapet. Il y a aussi de petits gradins qui, de l'intérieur, permettent l'ascension à la plate-forme. La muraille ceint le centre de la cité des côtés ouest et nord-sud. Cinq entrées permettent l'accès : une qui est presque au centre du pan occidental, deux sur la section nord et deux autres sur la section sud. Ces entrées forment toutes des passages voûtés, illustrant la fameuse voûte angulaire aussi dénommée « fausse voûte ». Sur les angles nord-est et sud-ouest, on trouve des temples qui ressemblent à de petites tours de garde et soulignent le caractère défensif de la grande construction. Le côté est se trouve en bordure de mer et profite d’une petite falaise naturelle protectrice.
La muraille remplissait donc deux fonctions : elle évitait l'assaut de groupes ennemis et délimitait l'espace réservé aux activités à caractère politico-administratif et religieux[réf. nécessaire]. À l’intérieur de la cité apparaissent les traces d'une seconde muraille de protection.

### L'enceinte intérieure
Elle est délimitée par les structures qui la forment et par une petite muraille qui n'a que trois accès. Deux sur le côté occidental et un sur le côté sud. Parmi les édifices qui appartiennent à cette enceinte, on distingue cinq types différents :
- Les bases pyramidales formant un seul corps et possèdent un escalier d'accès délimité par des arbalétriers axés à l'ouest, qui soutenaient un temple.
- Les cinq temples ne possèdent qu'un couloir mais le temple qui couronne le Castillo en a deux.
- Les deux autels sont de petites structures.
- Les pièces de l'enceinte intérieure présentent trois variantes : celle de la structure 9 n'a qu'un couloir, les pièces 3 et 10 ne possèdent qu'une seule pièce mais elles ont des portiques intérieurs qui soutiennent le toit.
- Les plates-formes sont pourvues de gradins sur un de leurs côtés et ne montrent aucune trace de construction ajoutée au-dessus de l'édifice originel.

### Castillo

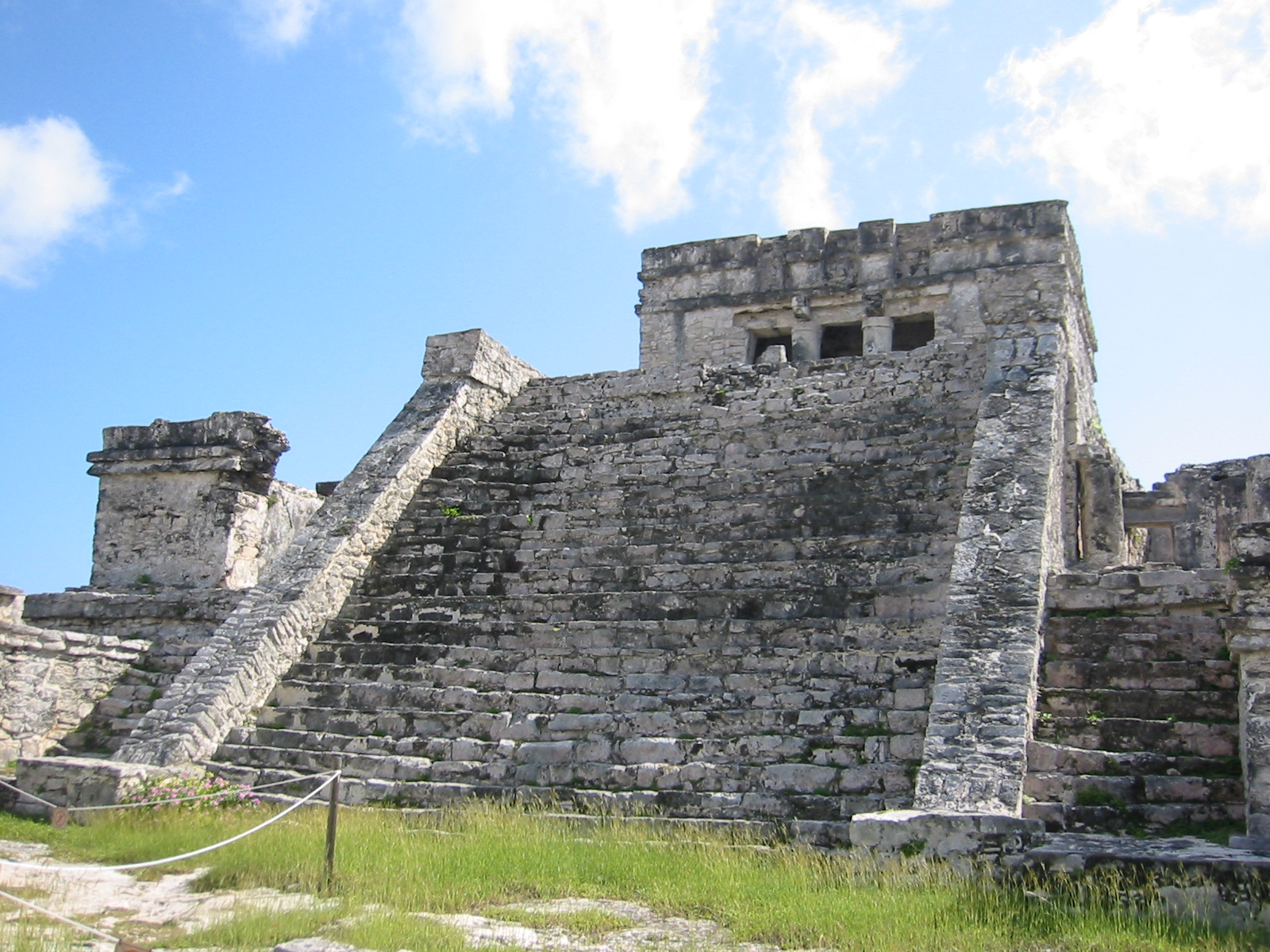
Le Castillo.

C'est le bâtiment le plus haut, le plus important et le plus impressionnant du site, que le conquistador Bernard Diaz décrivit comme une « Tour » ; on le remarque aussi par sa situation et la façade singulière du temple supérieur. La façade principale surplombe le côté et de l'enceinte interne, tandis que le mur postérieur s'élève majestueusement sur le bord de la falaise des Caraïbes. Celui-ci possède trois accès décorés de colonnes serpentines, d’une représentation du Dieu plongeur et de deux médaillons zoomorphes aux angles.
L’aspect actuel du monument est le résultat de plusieurs étapes distinctes de construction qui commencèrent avec un plus petit édifice. Plus tard, il fut comblé, afin de pouvoir supporter le poids de celui qui allait être construit au-dessus ; on y ajouta un mur de contention pour soutenir le poids du nouveau temple. La construction qui le surplombe comprend deux pièces couvertes par un toit voûté et trois ouvertures d'accès bordées de linteaux et soutenues par deux colonnes en forme de serpents.
La frise de la façade est formée par deux franges simples et trois niches ; on observe sur la partie centrale les restes d'une figure de stuc qui devait être peinte de plusieurs couleurs et qui représentait une figure qui semble descendre. Cela pourrait être une référence symbolique au soleil de l'ouest, à la pluie ou aux abeilles. Pendant la dernière étape, on construisit deux autels de chaque côté de l'escalier principal.
Devant, on remarque une plate-forme, peut-être[réf. nécessaire] destinée à certaines danses ou processions et sur les côtés, d’autres bâtiments complémentaires à la structure d’ensemble et parmi lesquels il faut mentionner le Temple des Séries Initiales où est inscrite la date la plus récente du site.

### Temple du Dieu descendant

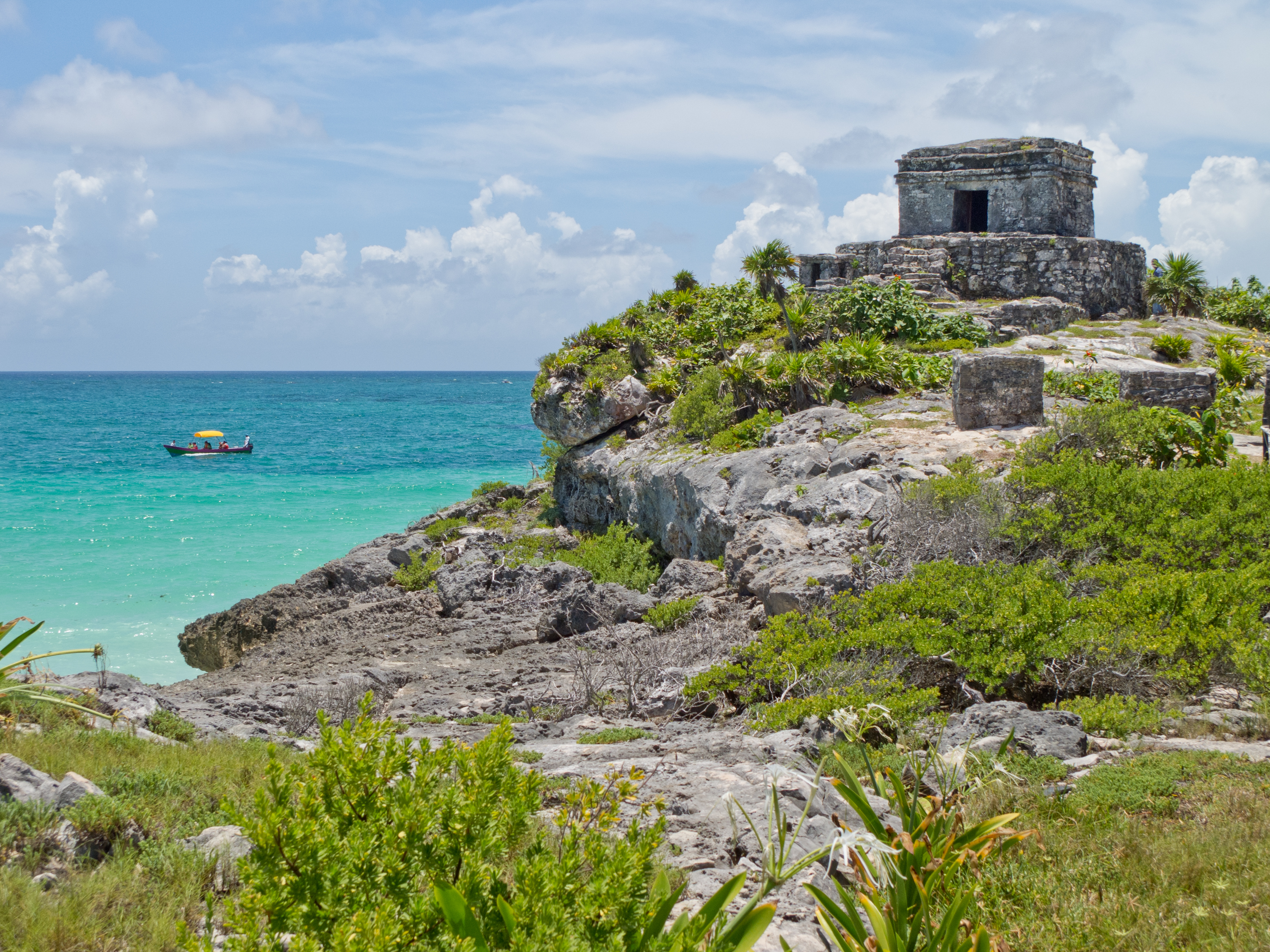
Temple du Dieu du Vent

Situé au nord du site et à côté de l'enceinte intérieure, il se compose d’un petit soubassement sur lequel fut construit un temple orné de l’image du Dieu descendant, élément principal de l’iconographie du site. La plate-forme, qui sert de base, possédait un toit plat. Elle ne comprend qu'une pièce. Sur son côté ouest, on trouve un petit escalier. Au fond du temple, il y a deux banquettes latérales et une fenêtre étroite.
La façade principale et les angles nord-est et sud-ouest étaient ornés de peintures murales. Il est aujourd'hui difficile de reconnaître les motifs exposés par les anciens peintres mayas mais les spécialistes[réf. nécessaire] en la matière qui travaillèrent sur cet édifice signalent qu'il existait des cadres formés de lignes entrelacées qui montraient des représentations de scènes de caractère religieux où on pouvait aisément reconnaître certaines divinités et éléments d'importance mythique, comme des personnifications du dieu de la pluie, du dieu solaire, de la déesse lunaire, et des offrandes de copal, de plumes et d'épis de maïs.
L'intérieur du mur de ce temple était polychrome[réf. nécessaire] ; on y voyait les figures de diverses divinités en attitude d'offrande, encadrées par une frange qui symbolise le ciel nocturne et les représentations de l'astre-roi, de plusieurs autres étoiles et de serpents stylisés.

### Chaussée principale
C’est une véritable rue bordée de divers édifices résidentiels. Le plus important d’entre eux est le Temple des fresques.

### Temple des fresques

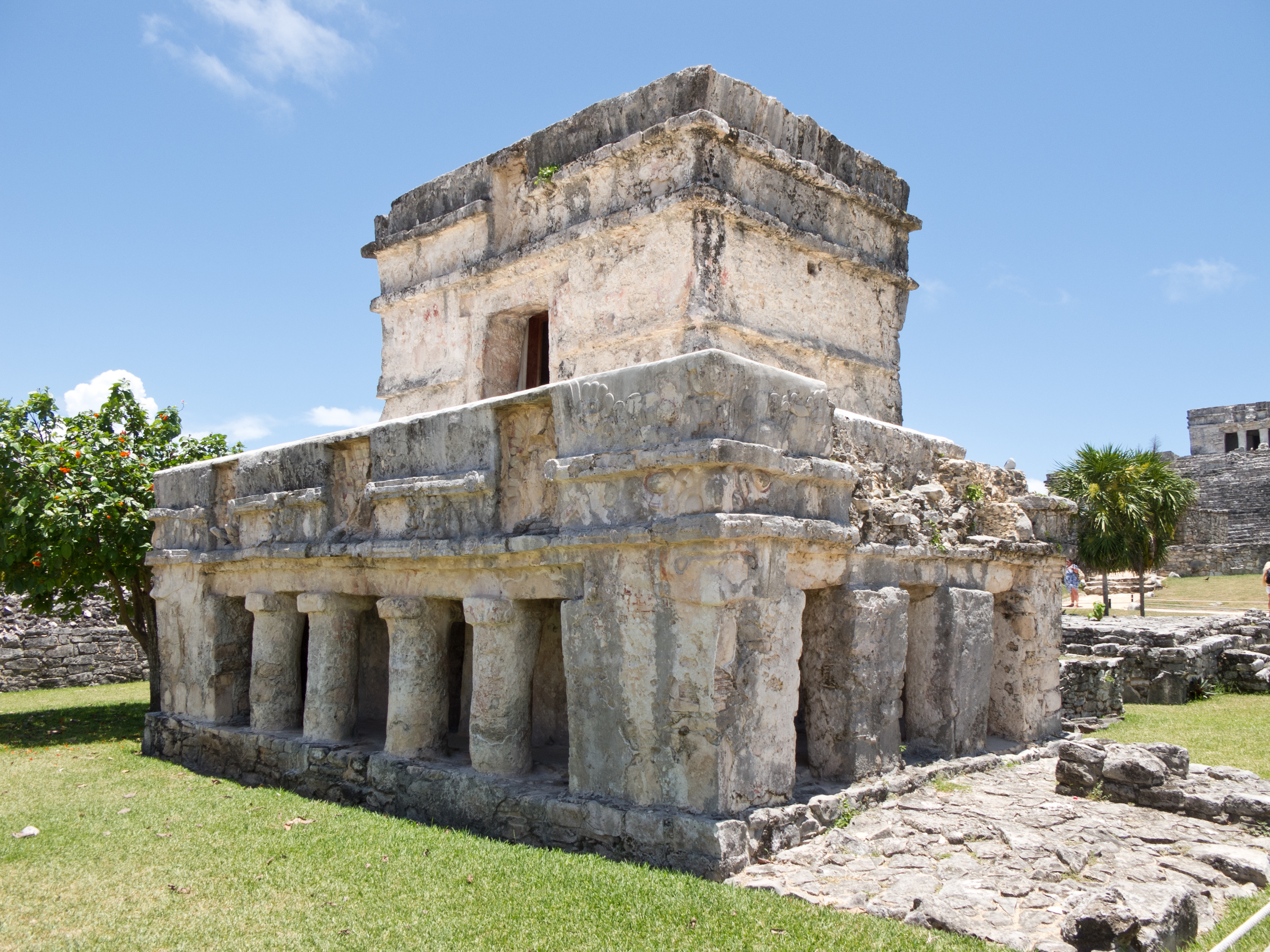
Temple des fresques.

Il se trouve presque au centre de la cité ; c'est le plus intéressant et le mieux conservé. À l'origine il s’agit d’une construction accompagnant une habitation entourée par un portique sur trois côtés. Comme d'autres, cet édifice est en réalité le résultat de plusieurs superpositions. La chambre intérieure est le temple le plus ancien ; elle a gardé une grande partie de sa décoration originale. Les fresques conservées sur ses murs dépeignent, selon l’archéologue Arthur Miller, une série d’êtres surnaturels vivant dans l’inframonde (Xibalba) et qui, durant quelques instants, apparaissent entre l’obscurité et la lumière. Ces fresques constituent l’un des témoignages picturaux les plus importants de la période maya avec ceux de Bonampak et San Bartolo. Les peintures murales ont été protégées par la galerie superposée et aussi par les travaux de conservation et de restauration qui y ont été effectués.
La façade arbore une double moulure et une niche au-dessus de l'entrée. Les moulures sont ornées de rosaces, de figures humaines et de spirales entrelacées. La deuxième construction était aussi décorée de figures polychromes en stuc.
La richesse décorative dont les artisans dotèrent le Temple des Fresques apparaît clairement dans les angles nord-est et sud-ouest, ornés de gravures et  de sculptures remarquables. Dans chacun des angles, on peut voir un énorme mascaron de stuc qui était peint de couleurs variées. D'après ses traits et éléments, on peut affirmer qu'il s'agit d'un dieu ancien. Certains pensent qu'il s'agit du dieu « Itzamna » qui signifie « Rosée du ciel ». Selon la mythologie maya, il est donneur de vie et créateur de toutes choses. D'autres l'associent à Kukulkán, le dieu serpent à plumes des Mayas.
La façade présente des traits caractéristiques de Tulum : deux moulures simples qui forment une frise et la niche au-dessus de l'entrée.
La partie basse et le premier étage du Temple des fresques étaient décorés à l'extérieur et à l'intérieur de peintures murales. La couleur prédominante des muraux intérieurs était le bleu foncé et le blanc. C'est dans ces tonalités qu'apparaissaient divinités et serpents entrelacés ; il y avait aussi des scènes abondantes d'offrandes de fleurs, de fruits et d'épis de maïs, offrandes associées au culte des êtres surnaturels qui - selon la croyance - favorisaient l'agriculture et la croissance de la végétation.

### Maison du Halach Uinic

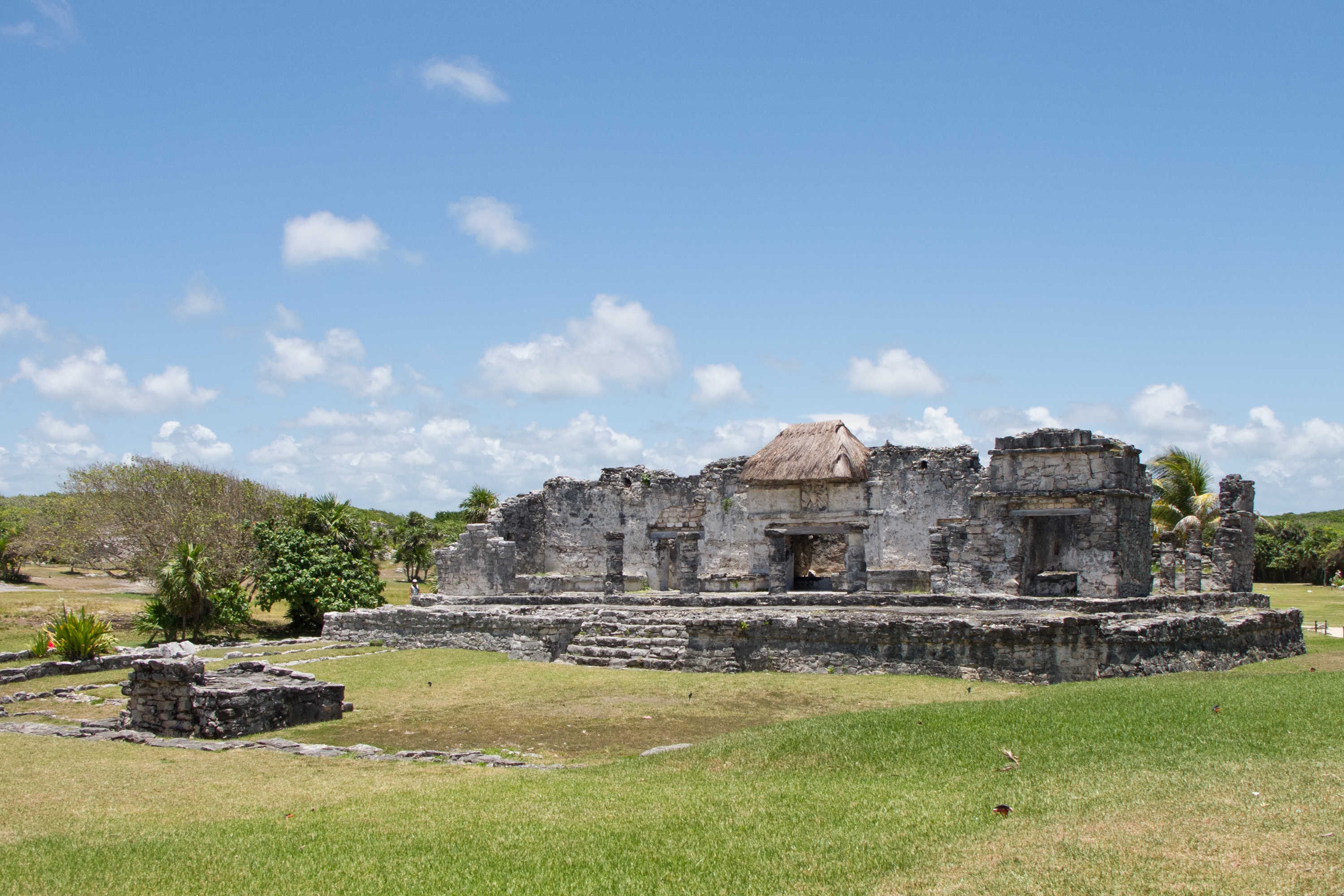
Maison du Halach Uinic

Ce nom signifie « maison du grand seigneur » ; située au nord de la structure 24, elle est séparée par un patio qui constitue une petite plate-forme qui originellement présentait quatre accès. Le plus important se trouve sur le côté ouest et communique avec la rue principale de Tulum.
La façade principale présente un portique avec six entrées formées par quatre colonnes et un pilastre. L'édifice présente au total 13 entrées. Il est le plus large de Tulum et fut édifié sans l'aide de colonnes intérieures. Il est fort propbable que la façade principale ait été ornée de figures de stuc abritées par de petites niches individuelles. Il ne reste aujourd'hui qu'une seule de ces sculptures au-dessus de l'entrée centrale intérieure, laquelle communique avec le sanctuaire. Il s'agit toujours de la divinité prépondérante à Tulum : le Dieu Descendant. Il conserve ici les détails de la tenue du personnage et des restes de couleurs de son aspect originel.

### Maison des colonnes
C'est un édifice en forme de L bâti sur une large base constituant une grande entrée principale avec quatre colonnes : il est probable que l'aile ouest ait été ajoutée plus tard. L'espace intérieur est assez ample ; il était couvert par un toit plat. On observe de petites fenêtres conservant encore les anneaux qui, un jour, soutinrent des rideaux, détails assez fréquent dans les constructions mayas.
L'entrée principale, localisée au sud, est aussi grande ; elle est formée par quatre colonnes qui soutenaient le toit d'une grande salle et de cinq fenêtres. La pièce intérieure, allongée, possédait aussi, au centre, un petit autel, un sanctuaire couvert dont le mur intérieur se projette en dehors du plan de la façade nord. L'aile ouest a des gradins et possède ses propres entrées.

### Maison du cénote
Les cénotes sont des puits d’eau douce naturels, résurgence des nappes phréatiques de la péninsule du Yucatan. Pour les Mayas, ces sites étaient sacrés car non seulement ils apportaient une source de vie indispensable, l’eau, mais ils étaient aussi des portes d’entrée vers Xibalba (l’inframonde). Tulum possède, au nord du site, un cénote qui a été protégé par un ensemble de constructions accolé à la muraille défensive.
Ce cénote se situe près de l'entrée nord-est de la Grande Muraille. Cette cavité naturelle s'est formée par la dissolution de la roche calcaire où l'eau s'accumule en période de pluies. Actuellement[Quand ?], l'eau contenue est sale et saumâtre à cause des excrétments de chauve-souris qui habitent à l'intérieur des grottes.
La maison du cénote, construite sur le toit du cénote, confirme deux périodes différentes de construction. Durant la première phase constructive, on édifia une maison de deux pièces. Plus tard, dans l'angle sud-ouest, on y ajouta une autre petite pièce où l'on accédait par un escalier et qui se trouve au sud. Un autre escalier descendant jusqu'au bord de l'eau bordait l'entrée du cénote.
Actuellement[Quand ?], la maison du cénote est constituée par quatre couloirs. Celui qui est tourné vers l'ouest présente un portique formé par deux colonnes et deux banquettes intérieures. Le couloir ouest abrite un sanctuaire. La pièce centrale permet la communication entre les entrées de l'édifice et l'habitation sud-ouest, laquelle a un accès du côté du cénote. On trouva des tombes dans ces édifices, les os de plusieurs individus y reposaient ; il s'agissait probablement de cryptes de familles.

### Maison du Chultun
Située face au Temple des fresques, elle est dressée sur une colonne flanquée de perrons à l'est et au nord. Cette construction fut certainement le logement d'un fonctionnaire important. Elle comprend un portique dont l'entrée est pourvue de deux colonnes et d'un long et large couloir au centre duquel se trouve un petit sanctuaire. Sur le côté nord de l'édifice, on note l'ajout d'un autre couloir. Ces deux pièces possèdent aussi une petite entrée qui permet d'accéder à la chambre sans passer par le portique. Il y a un peu plus de trente ans, la façade principale existait encore puis la poutre de bois qui la soutenait céda et la partie centrale s'effondra. Au-dessus de cette entrée, il y avait une statue de stuc qui représentait la tête d'un personnage maya.
Le nom de cet édifice est dû au Chultun, conservé dans l'angle sud-ouest ; il s'agit d'une excavation aménagée pour stocker de l'eau de pluie. Les explorations ont révélé qu'il pouvait servir à accumuler de l'eau mais aussi, le grain de récoltes. Lorsqu'ils se détérioraient, ils servaient pour des enterrements humains ou bien pour y réunir les ordures ménagères.

### Autres monuments
Ensemble de Kukulcán
Situé juste au nord du Castillo, il comprend diverses structures mineures, dont la plus notable est le Temple du vent. Il fut appelé ainsi en raison de son soubassement arrondi traditionnellement rattaché à Kukulcán, Dieu des vents ou à Ehécatl (Dieu aztèque du vent). Il s'agit d'un sanctuaire construit sur une élévation naturelle.
Stèle 1
Stèle maya traditionnelle portant des inscriptions dont une date correspondant à l’année 564 ap. J.-C..
Structure 59
Monument comportant des éléments stylistiques caractéristiques de la période maya du Classique ancien (400 à 500 ap. J.-C.).
Plage
On observera la petite baie qui permettait facilement d’accéder à la mer pour tous les bateaux destinés à la pêche et au commerce.

## Dans la culture populaire
- Le site de Tulum fait partie des lieux visitables dans le jeu vidéo Assassin's Creed IV: Black Flag.
- Le rappeur Français Josman avec le pianiste Sofiane Pamart ont ecrit une musique portant le nom de la ville en 2023  : "Tulum,México"
- Dans le film Black Panther Wakanda Forever, il est mentionné que Namor est né en 1571 dans le royaume maya de Zamá (Tulum), dans la Péninsule du Yucatán.

## Autres lectures
- Catherwood, Frédéric, Un monde perdu et retrouvé: Les cités Mayas, Bibliothèque de l'Image, 1993  (ISBN 978-2-909808-02-4)